# Вулиця Юнацька (Львів)
Вулиця Юнацька — вулиця у Личаківському районі міста Львова, в місцевості Знесіння. Сполучає вулиці Новознесенську та Бринського.
Вулицю прокладено на початку 1950-х років та у 1957 році отримала сучасну назву — Юнацька.
Забудова вулиці Юнацької одноповерхова садибна 1930-1950-х років. До вулиці приписано лише три будинки.